# فرناندو بارون
فرناندو بارون (بالإسبانية: Fernando Barron)‏ هو عسكري وسياسي إسباني، ولد في 4 مايو 1892 في فيتوريا-غاستيز في إسبانيا، وتوفي في 16 يونيو 1953 في مدريد في إسبانيا. انتخب رئيس أركان الجيش ‏ وانتخب عضو المحاكم الفرانكوية ‏.